# Спейслэб

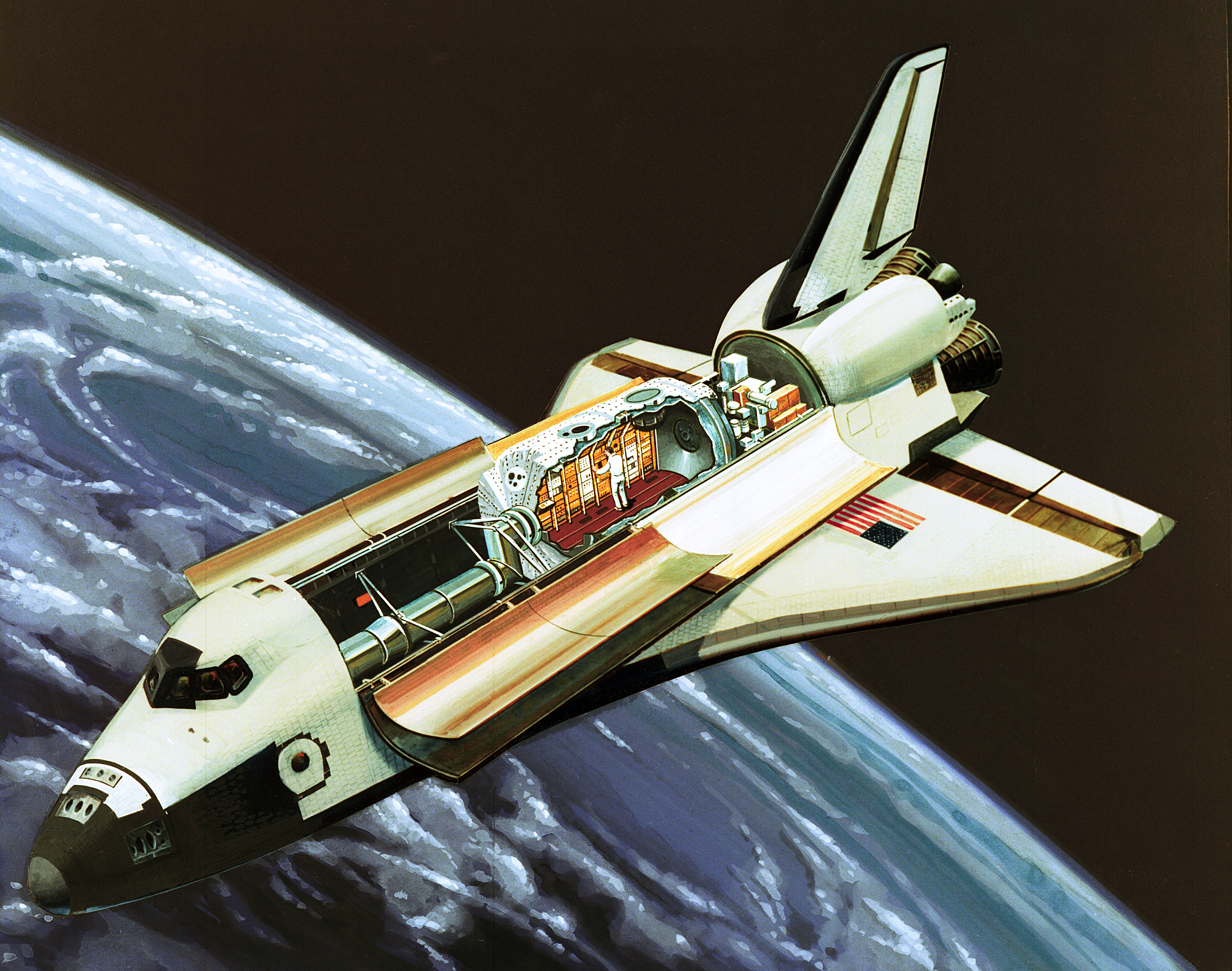
Спейслэб в грузовом отсеке шаттла (в представлении художника). Показан интерьер.

«Спе́йслэб»  (англ. SpaceLab) — американская многоразовая космическая лаборатория, которую в качестве полезной нагрузки мог брать на борт МТКК «Спейс шаттл», предназначенная для проведения экспериментов на орбите Земли, в условиях микрогравитации. Является аналогом пилотируемой орбитальной станции, совершающим только совместный с космическим кораблём полёт. «Спейслэб» состоит из нескольких компонентов: герметичного отсека, негерметичной открытой платформы и другого оборудования, помещаемого в грузовой отсек шаттла, створки которого во время полёта, как правило, раскрывались. При каждом запуске использовался свой набор компонентов сообразно потребностям миссии.

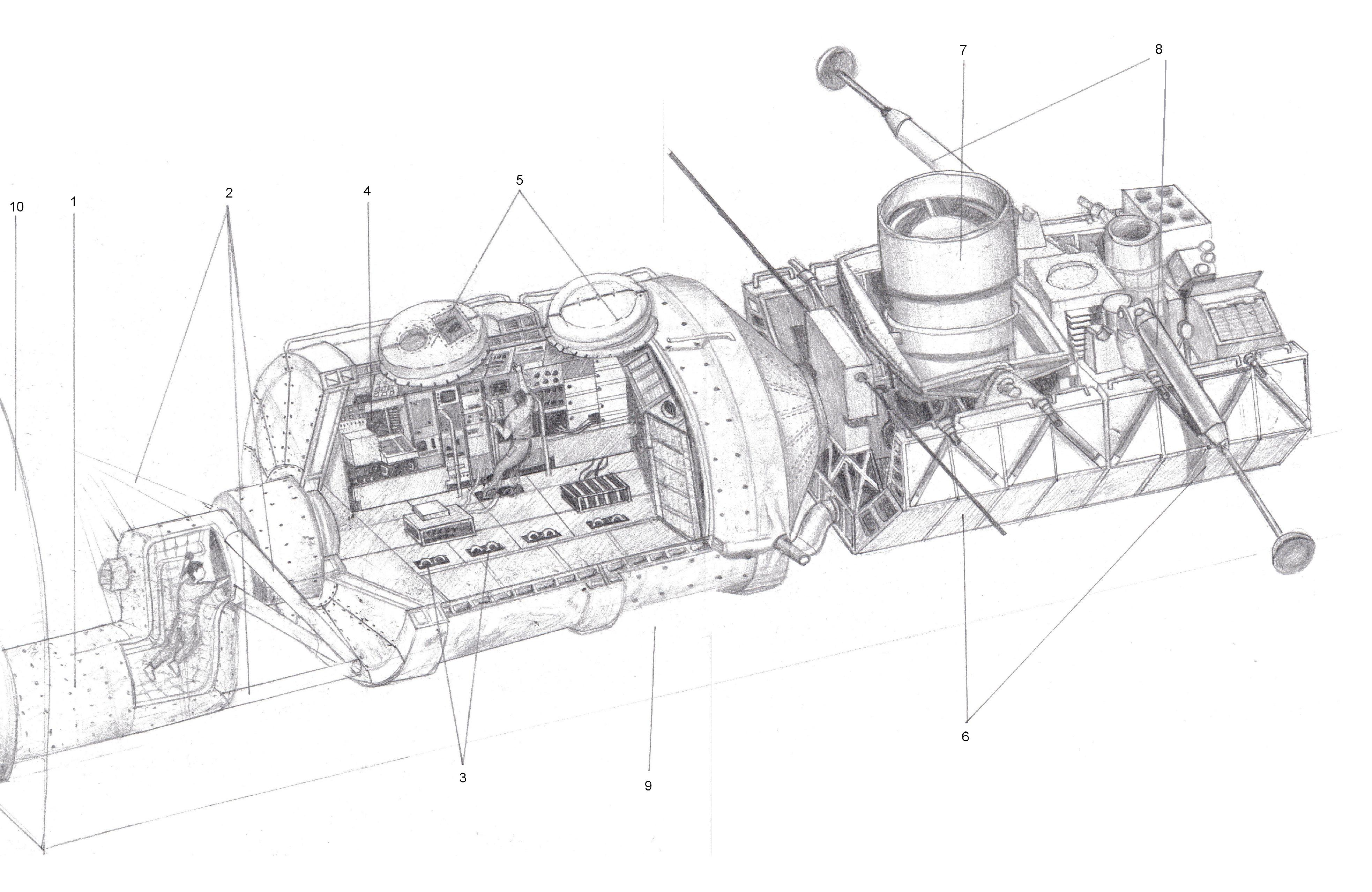
Чертёж герметичного и негерметичного модулей и переходного тоннеля к ним

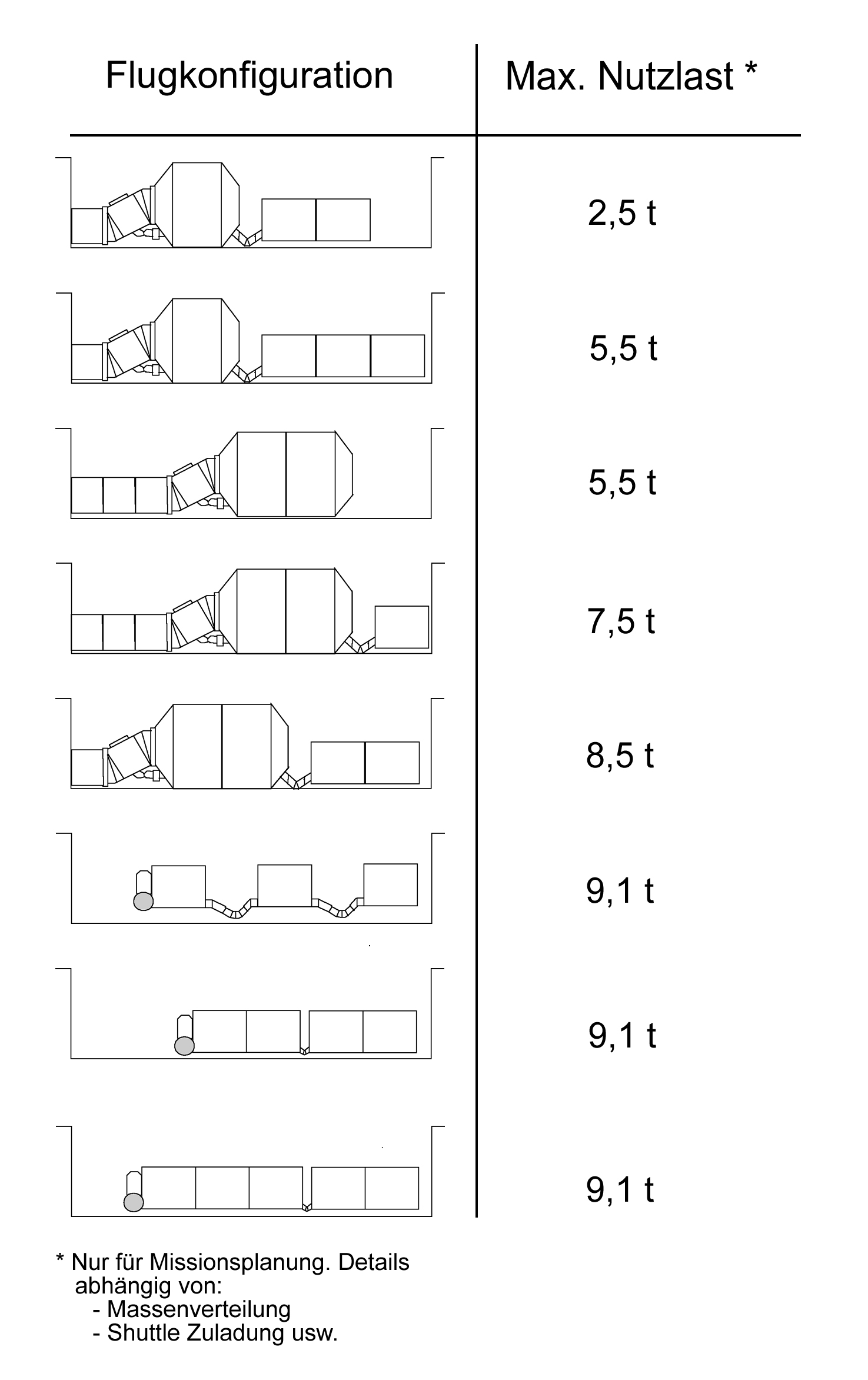
Разные конфигурации для разных миссий

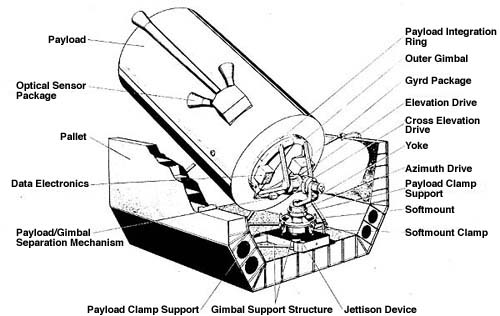
Малый герметичный модуль для приборов

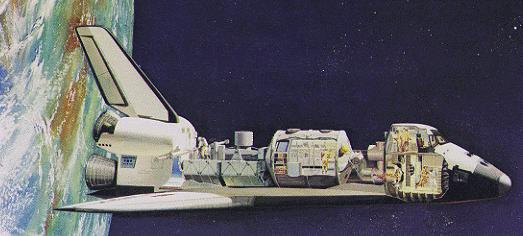
Рисунок размещения модулей в шаттле

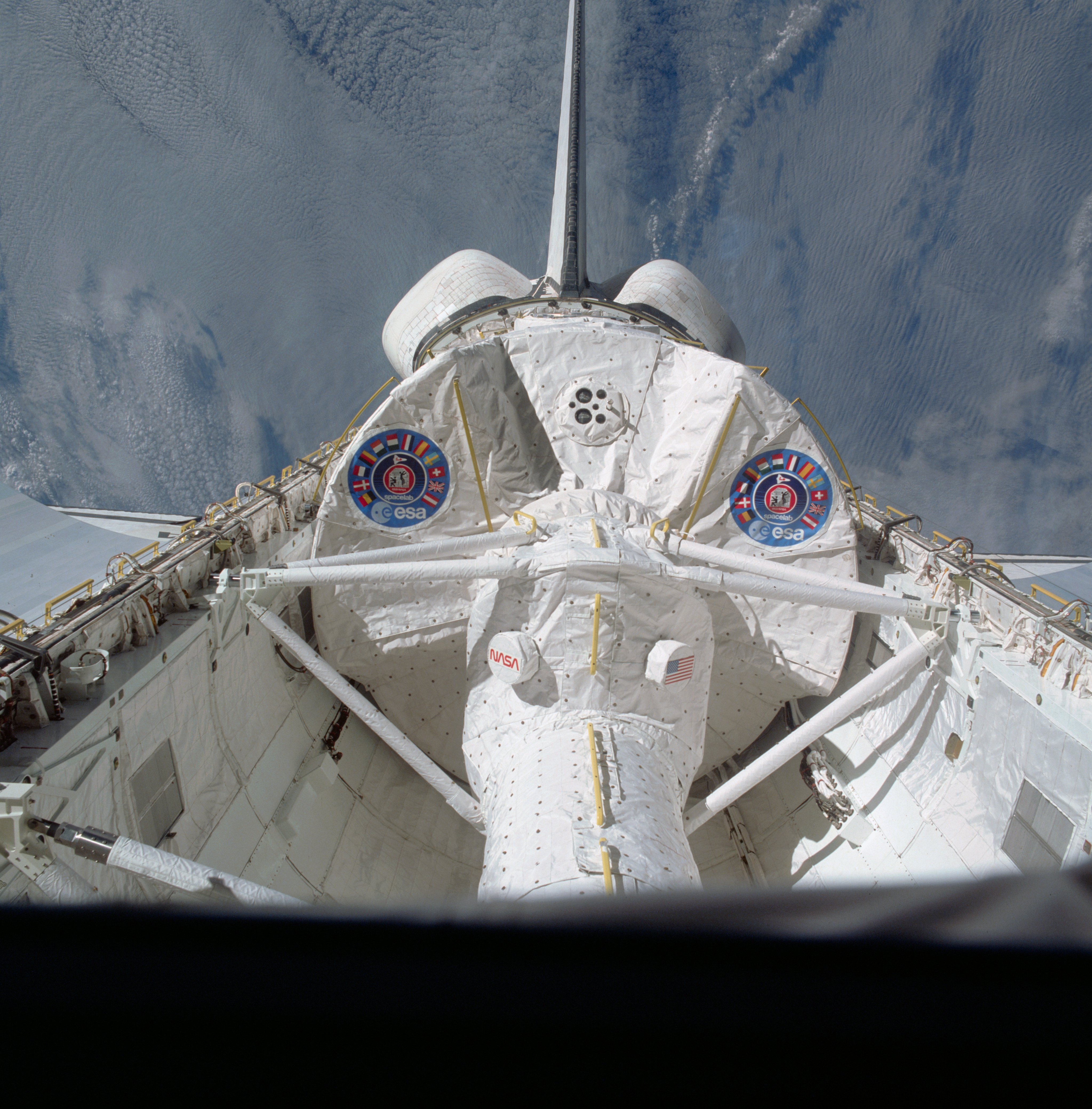
Модуль LM-1 в шаттле «Колумбия» (полёт STS-9)

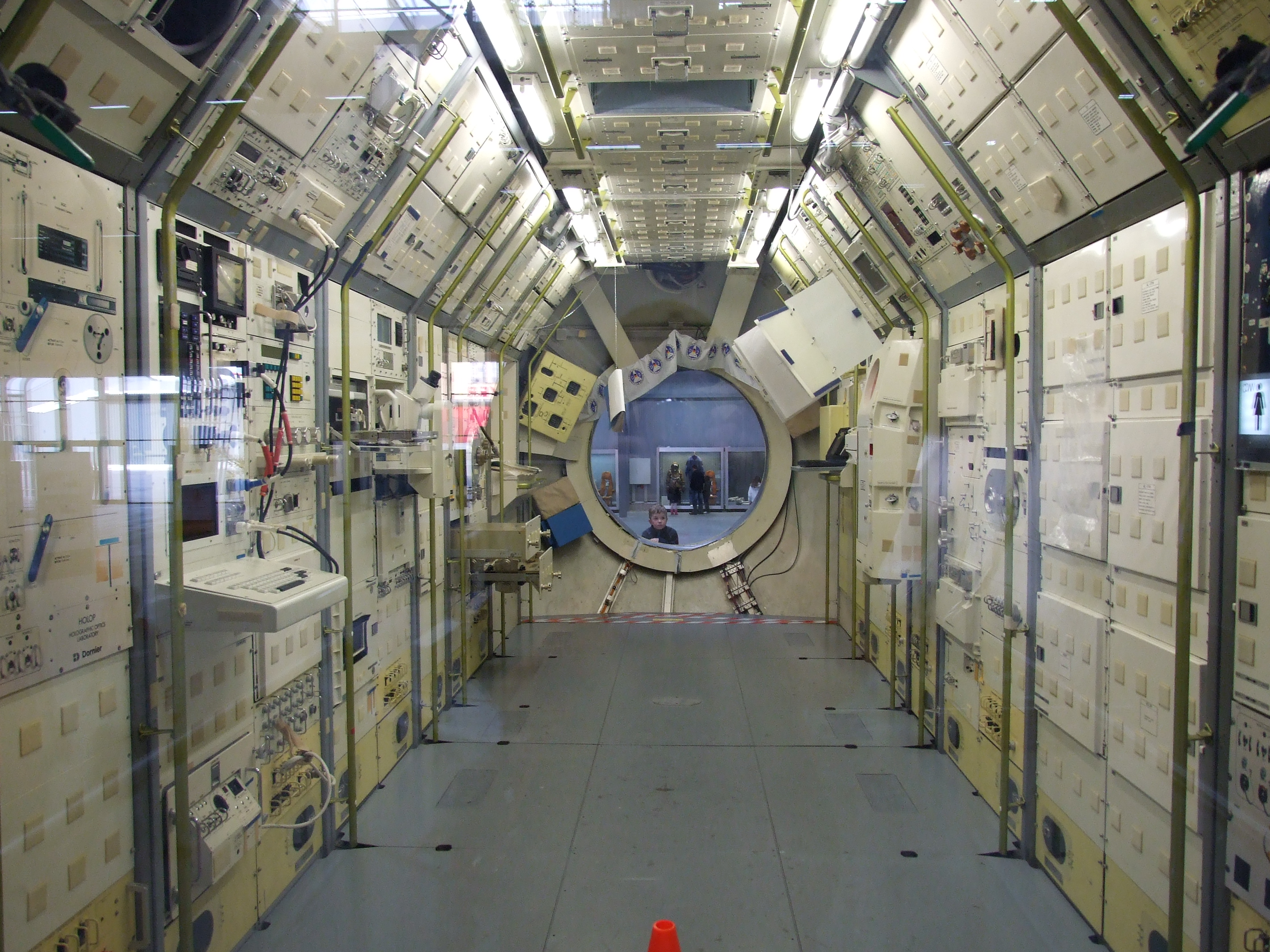
Интерьер герметичного модуля (модуль LM2)

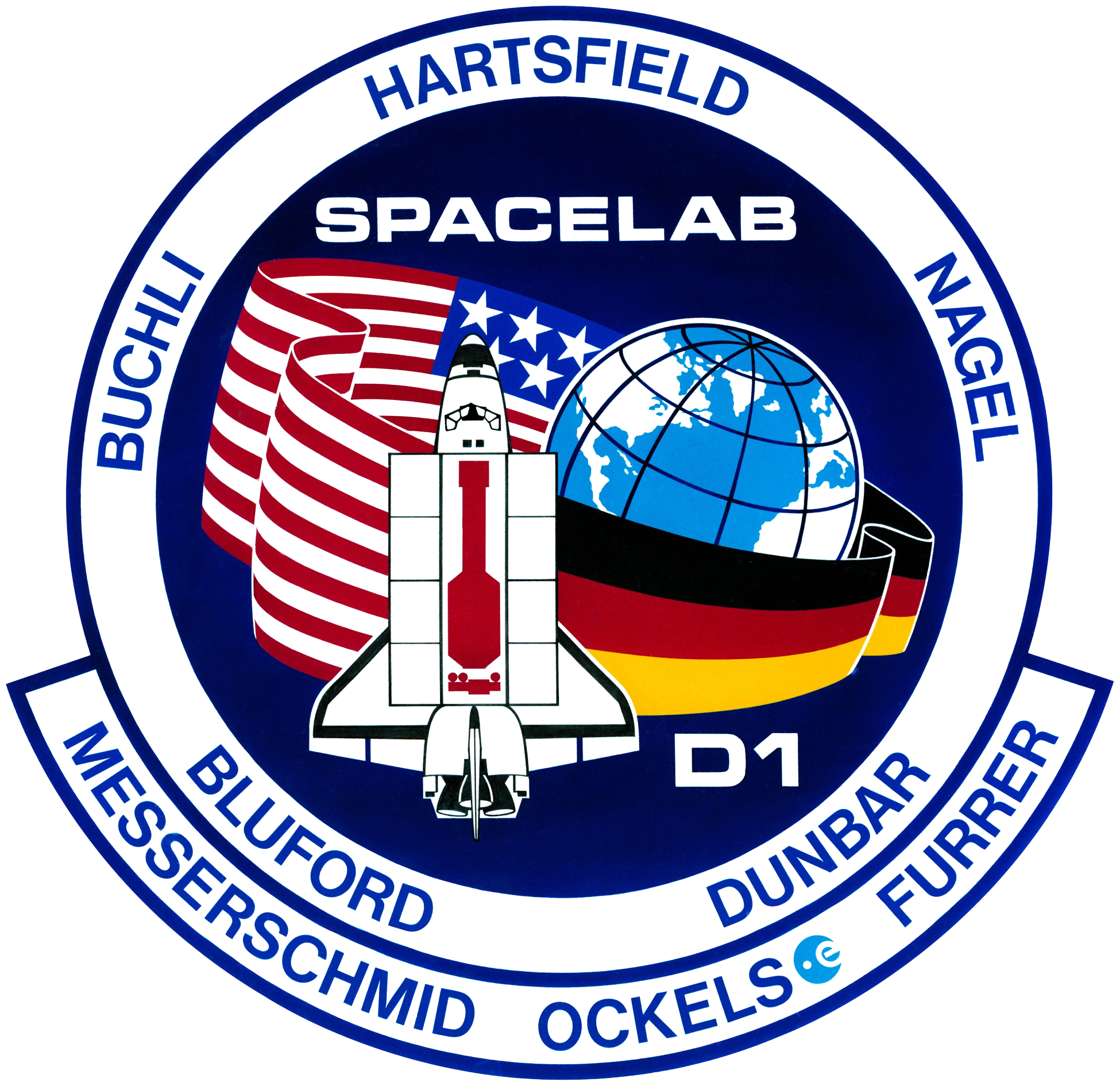
Эмблема миссии D1 для ФРГ

## Предыстория
После завершения кратковременного проекта орбитальной станции «Скайлэб» программа по разработке и созданию лабораторного комплекса «Спейслэб» осуществлялась на международном уровне, как общезападный проект. Решение это во многом имело под собой политическую основу, поскольку было связано со сменой Президентской администрации США после ухода Ричарда Никсона и прихода на президентский пост Джеральда Форда. «Спейслэб» была самым дорогим аэрокосмическим проектом десятилетия стоимостью около $5,3 млрд. Несмотря на то что программа преследовала мирные цели, международное техническое сотрудничество велось в основном по линии НАТО, за несколькими исключениями в странах-сателлитах, формально не являвшихся членами блока (Испания и Швейцария), при этом подразумевалось двойное назначение проводившейся программы. За генеральный подряд по созданию «Спейслэба» боролись два немецких консорциума с иностранными инвестициями: «Мессершмитт-Бёльков-Блом» (MBB) и «Энтвиклюнгсринг Норд» (ERNO). Победу в итоге одержал последний, который являлся дочерней структурой объединения немецких концернов «Ферайнигте флюгтехнише верке» (VFW) и «Фоккер». «Энтвиклюнгсринг Норд» имел не только иностранные инвестиции, но и иностранных же учредителей. Впоследствии «Мессершмитт» был приглашён к участию в разработке системы автоматической ориентации КА по приборам и направил технических специалистов в помощь привлечённым субподрядчикам. Программа эксплуатации станции была распланирована на ближайшие пять лет после вывода на орбиту, или на пятьдесят отдельных миссий (полётов КА со стыковкой к станции). В 1973 году между сторонами в США и Западной Европе был подписан меморандум взаимопонимания, в 1974 году ERNO начал разработку компонентов лаборатории. Разработка велась американскими и западноевропейскими инженерами в равном объёме, с американской стороны основной объём работы выполнялся Космическим центром имени Маршалла в Хантсвилле, штат Алабама, с европейской стороны Европейский центр космических исследований и технологий (ESTEC) в Нордвейке, Южная Голландия. Программа характеризовалась высоким уровнем взаимодействия: В Хантсвилле работало значительное количество европейских специалистов, в то время как в Нордвейке имело место значительное американское присутствие.
Первые произведённые компоненты, включая лабораторию LM1, были переданы НАСА бесплатно в обмен на возможность полётов европейских космонавтов. Второй лабораторный модуль LM2 НАСА приобрело у ERNO для полётов по собственным программам.
Герметичные модули для «Спейслэба» в рамках ЕКА строила Италия (Итальянское космическое агентство); впоследствии данный опыт позволил ЕКА и Италии создать для Международной космической станции (МКС) модули «Коламбус», «Гармония», «Спокойствие», «Купол» и запускавшиеся на Шаттле герметичные многоцелевые модули снабжения (MPLM) «Леонардо», «Рафаэль» и «Донателло».
Меньшая, но во многом аналогичная лаборатория «Спейсхэб» для полётах в шаттлах была создана частным бизнесом США.

## Задействованные структуры
В создании «Спейслэба» участвовали следующие коммерческие структуры:
Генеральный подрядчик
- Космический аппарат в целом —  ERNO[англ.], Бремен;

Состав учредителей: VFW-Fokker GmbH, Бремен;  Krupp GmbH, Эссен, Северный Рейн-Вестфалия;  Heinkel AG, Штутгарт, Баден-Вюртемберг;  Northrop Corp., Хоторн, Калифорния;  United Aircraft Corp., Хартфорд, Коннектикут;  Algemene Bank, Амстердам.
Ассоциированные подрядчики
- Технический консалтинг —  McDonnell Douglas Aerospace Corp., Хантсвилл, Алабама;  TRW, Inc., Редондо-Бич, Калифорния.

Субподрядчики
- Электросеть/Электротехническая аппаратура —  AEG,  Telefunken;
- Система ориентации космического аппарата/Система жизнеобеспечения/система кондиционирования воздуха —  Dornier;
- Лабораторный модуль —  Aeritalia;
- Информационно-управляющая система/Программно-аппаратный комплекс —  Engins Matra,  SEL;
- Программное обеспечение —  Kampsax[англ.];
- Грузовой отсек —  Hawker-Siddeley;
- Шлюзовой отсек/Иллюминаторы —  Fokker;
- Стыковочный модуль/Хранилище —  SABCA[англ.];
- Наземное оборудование —  INTA,  SENER[англ.],  BTM,  CIR,  Terma[англ.],  Hawker-Siddeley.

## Миссии со «Спейслэбом»
Открытая негерметичная платформа состояла из отдельных секций, в полёт могли отправиться до пяти таких секций. Герметичных отсеков было произведено два: LM1 и LM2. Для тех полётов, когда в космос отправлялись только секции, без герметичных отсеков, иногда использовался Igloo (Иглу), небольшой герметичный модуль, куда помещались приборы, не работающие в вакууме.
В таблице ниже приведён список полётов, в которых с ноября 1981 по февраль 2000 года участвовали различные компоненты «Спейслэба».
Помимо полётов для ЕКА и НАСА, ряд миссий «Спейслэба» на шаттлах проводился полностью в интересах и на средства других стран: две — ФРГ (D1 и D2), одна — Японии (J).
| Полёт    | Челнок     | Дата запуска     | Миссия Спейслэб | Герметичный отсек | Негерметичная платформа        |
| -------- | ---------- | ---------------- | --------------- | ----------------- | ------------------------------ |
| STS-2    | Колумбия   | 12 ноября 1981   | OSTA-1          |                   | 1 секция                       |
| STS-3    | Колумбия   | 22 марта 1982    | OSS-1           |                   | 1 секция                       |
| STS-9    | Колумбия   | 28 ноября 1983   | Spacelab 1      | Модуль LM1        | 1 секция                       |
| STS-41-G | Челленджер | 5 октября 1984   | OSTA-3          |                   | 1 секция                       |
| STS-51-B | Челленджер | 29 апреля 1985   | Spacelab 3      | Модуль LM1        | MPESS                          |
| STS-51-F | Челленджер | 29 июля 1985     | Spacelab 2      | Igloo             | 3 секции + IPS                 |
| STS-61-A | Челленджер | 30 октября 1985  | Spacelab D1     | Модуль LM2        | MPESS                          |
| STS-35   | Колумбия   | 2 декабря 1990   | ASTRO-1         | Igloo             | 2 секции + IPS                 |
| STS-40   | Колумбия   | 5 июня 1991      | SLS-1           | Модуль LM1        |                                |
| STS-42   | Дискавери  | 22 января 1992   | IML-1           | Модуль LM2        |                                |
| STS-45   | Атлантис   | 24 марта 1992    | ATLAS-1         | Igloo             | 2 секции                       |
| STS-50   | Колумбия   | 25 июня 1992     | USML-1          | Модуль LM1        | EDO                            |
| STS-46   | Атлантис   | 31 июля 1992     |                 |                   | 1 секция                       |
| STS-47   | Индевор    | 12 сентября 1992 | Spacelab-J      | Модуль LM2        |                                |
| STS-56   | Дискавери  | 8 апреля 1993    | ATLAS-2         | Igloo             | 1 секция                       |
| STS-55   | Колумбия   | 26 апреля 1993   | Spacelab D2     | Модуль LM1        | Unique Support Structure (USS) |
| STS-58   | Колумбия   | 18 октября 1993  | SLS-2           | Модуль LM2        | EDO                            |
| STS-59   | Индевор    | 9 апреля 1994    | SRL-1           |                   | 1 секция                       |
| STS-65   | Колумбия   | 8 июля 1994      | IML-2           | Модуль LM1        | EDO                            |
| STS-64   | Дискавери  | 9 сентября 1994  | LITE            |                   | 1 секция                       |
| STS-68   | Индевор    | 30 сентября 1994 | SRL-2           |                   | 1 секция                       |
| STS-66   | Атлантис   | 3 ноября 1994    | ATLAS-3         | Igloo             | 1 секция                       |
| STS-67   | Индевор    | 2 марта 1995     | ASTRO-2         | Igloo             | 2 секции + EDO                 |
| STS-71   | Атлантис   | 27 июня 1995     | Spacelab-Mir    | Модуль LM2        |                                |
| STS-73   | Колумбия   | 20 октября 1995  | USML-2          | Модуль LM1        | EDO                            |
| STS-75   | Колумбия   | 22 февраля 1996  |                 |                   | 1 секция                       |
| STS-78   | Колумбия   | 20 июня 1996     | LMS             | Модуль LM2        | EDO                            |
| STS-82   | Дискавери  | 21 февраля 1997  |                 |                   | 1 секция                       |
| STS-83   | Колумбия   | 4 апреля 1997    | MSL-1           | Модуль LM1        | EDO                            |
| STS-94   | Колумбия   | 1 июля 1997      | MSL-1R          | Модуль LM1        | EDO                            |
| STS-90   | Колумбия   | 17 апреля 1998   | Neurolab        | Модуль LM2        | EDO                            |
| STS-99   | Индевор    | 11 февраля 2000  | SRTM            |                   | 1 секция                       |